# Nicholas Stern
Nicholas Herbert Stern, barone Stern di Brentford (Londra, 22 aprile 1946), è un economista britannico, autore del Rapporto Stern sui cambiamenti climatici, pubblicato nell'ottobre del 2006.
Già Senior Vice President della Banca Mondiale dal 2000 al 2003, è stato membro nel 2009 della Commissione Stiglitz incaricata di una "riflessione sui modi per uscire da un approccio troppo quantitativo ed eccessivamente responsabile alla misurazione della nostra performance collettiva" e per sviluppare nuovi indicatori di ricchezza. Nel 2010 è stato professore del Collège de France e dal 2013 al 2017 presidente della British Academy.

## Biografia
Dopo aver frequentato la Latymer Upper School, Stern studiò il Tripos Matematico e ottenne un Bachelor of Arts in matematica a Peterhouse, Cambridge nel 1967. Nel 1971, prese  il dottorato in economia al Nuffield College di Oxford, con una tesi sul tasso di sviluppo economico e la teoria della pianificazione ottimale, supervisionata da James Mirrlees, vincitore del Premio Nobel per l'Economia nel 1996. 

## Convinzioni
Stern, come il premio Nobel Rajendra Pachauri, raccomanda il vegetarianismo quale misura efficace per ridurre l'impatto ambientale dell'industria dei cibi animali e quindi per invertire il corso del mutamento climatico.

## Premi
- 2009: Premio Blue Planet[4]

## Opere
- Nicholas Stern, Un piano per salvare il pianeta, Feltrinelli Editore, 2009, ISBN 978-88-588-0750-7.